# 広瀬香美 ミュージックwith

## 概要
ニッポン放送で2013年3月まで放送していた『広瀬香美のオールナイトニッポンGOLD』の番組終了後、広瀬香美が担当する新番組として開始。2015年3月27日、レギュラー放送を終了し2ヶ月に1度「オールナイトニッポンGOLD ミュージックwith スペシャル」という形態での放送に変わる事を発表。

## コーナー
サウンド・レシピ〜ノン・ミュージック、ノン・ライフ
リスナーからのリクエスト曲を広瀬自ら弾き語りするコーナー。

## ネット局
- ニッポン放送（制作局）
- STVラジオ
- 青森放送
- IBC岩手放送
- 山形放送
- 茨城放送
- 信越放送
- 山梨放送
- 北陸放送
- 福井放送
- 東海ラジオ放送
- 和歌山放送
- 山口放送
- KBCラジオ
- 長崎放送（NBCラジオ佐賀）
- 大分放送
- 宮崎放送

東北放送を除くネット局ではオールナイトニッポンGOLDとセットでネットされている。ステブレレスでこの番組が放送される。

## オールナイトニッポンGOLD ミュージックwithスペシャル
2015年5月15日から2カ月のペースで22:00～24:00のオールナイトニッポンGOLD金曜枠
放送されている

### 放送リスト
1. 2015年5月15日:この回はアメリカロサンゼルスのホテルにて生放送されていたが 日本時間23:13ごろ 現地時間7:13ごろに現地にて大雨が原因で停電が発生し放送が出来ないアクシデントが起きた。 急遽ニッポン放送から山本剛士アナウンサーと国際電話で広瀬と電話をつなぎ、残りの47分間を放送した。
2. 2015年7月3日:
3. 2015年8月21日:プロ野球『広島×巨人』延長のため、全編裏送り。ニッポン放送はこれに伴い、30日の25:30から放送予定。